# كوريدجو
كوريدجو (بالإيطالية: Correggio)‏ هي بلدية في مقاطعة ريدجو إميليا في إقليم إميليا رومانيا الإيطالي.

## السكان
في سنة 1861 بلغ عدد السكان 11٬651 نسمة، وتطور العدد ليصل في سنة 2011 لـ 24٬825 نسمة.
يظهر هذا المخطط البياني تطور النمو السكاني لـ كوريدجو

## أعلام
- ليوناردو فونتانيسي
- سالفاتوري باني
- أنطونيو دا كوريدجو
- أليساندرو موتي